# Roberto Russo (calciatore)
Roberto Russo (Milano, 28 gennaio 1959) è un allenatore di calcio ed ex calciatore italiano, di ruolo attaccante.

## Caratteristiche tecniche

### Giocatore
Giocava da centravanti o da ala.

## Carriera

### Giocatore
Nato a Milano da madre tedesca e padre napoletano, Russo, dopo i consueti primi calci al pallone in parrocchia, entrò a far parte delle giovanili del Varese.
Dopo una breve parentesi di un anno in Serie D nella Milanese, debuttò  in Serie B con il club lombardo, con cui nella stagione 1978-1979 andò a segno in 11 occasioni, non sufficienti a evitare l'ultimo posto finale. Nel 1979 si trasferì al Genoa.

Da sinistra: Russo e Claudio Onofri presentano le prime maglie sponsorizzate della storia genoana per la stagione 1981-1982.

Gli inizi non furono facili: il paragone con Roberto Pruzzo, trasferitosi l'anno precedente alla Roma, lo condizionò non poco ma alla fine, soprattutto a partire dalla seconda stagione, riuscì a emergere e convincere. Fu tra i protagonisti della promozione nella massima serie del Grifone (annata 1980-1981) con 13 reti in 36 partite, rivelandosi un attaccante generoso che faceva dell'agonismo la sua caratteristica peculiare. Forte fisicamente, non temeva i contrasti nell'area, prediligendo il clima agonisticamente acceso. Tecnicamente la sua qualità migliore era il colpo di testa, grazie alla sua potenza in elevazione e alla velocità di esecuzione dei movimenti offensivi.
Non riuscì a ripetersi l'anno dopo in Serie A, realizzando solo 3 reti in 21 partite, uno score inferiore alle aspettative.
Nell'ottobre del 1982 venne ceduto al Bologna in B, dove rimase per un solo anno, non fortunato vista la retrocessione in C della squadra rossoblù.
Dal 1983 iniziò una lunga militanza in B con Pistoiese (seconda retrocessione in C1 consecutiva), Cesena, Campobasso, Udinese; quindi scese in Serie C1 per indossare la casacca della Triestina, dove conquistò immediatamente la promozione in B nella stagione 1988-1989. Restò altre due stagioni a Trieste in cadetteria per poi tornare in C1 col Siracusa. Chiuse la carriera nel Suzzara in D.
In carriera ha totalizzato complessivamente 24 presenze e 3 reti in Serie A, e 282 presenze e 58 reti in Serie B.

### Allenatore
Terminata la carriera da giocatore, è diventato un allenatore.
Dopo numerose esperienze tra la fine degli anni 1990 e la metà degli anni 2000, dall'estate del 2009 è stato uno degli allenatori delle giovanili del Real Casalecchio.